# ORP Metalowiec

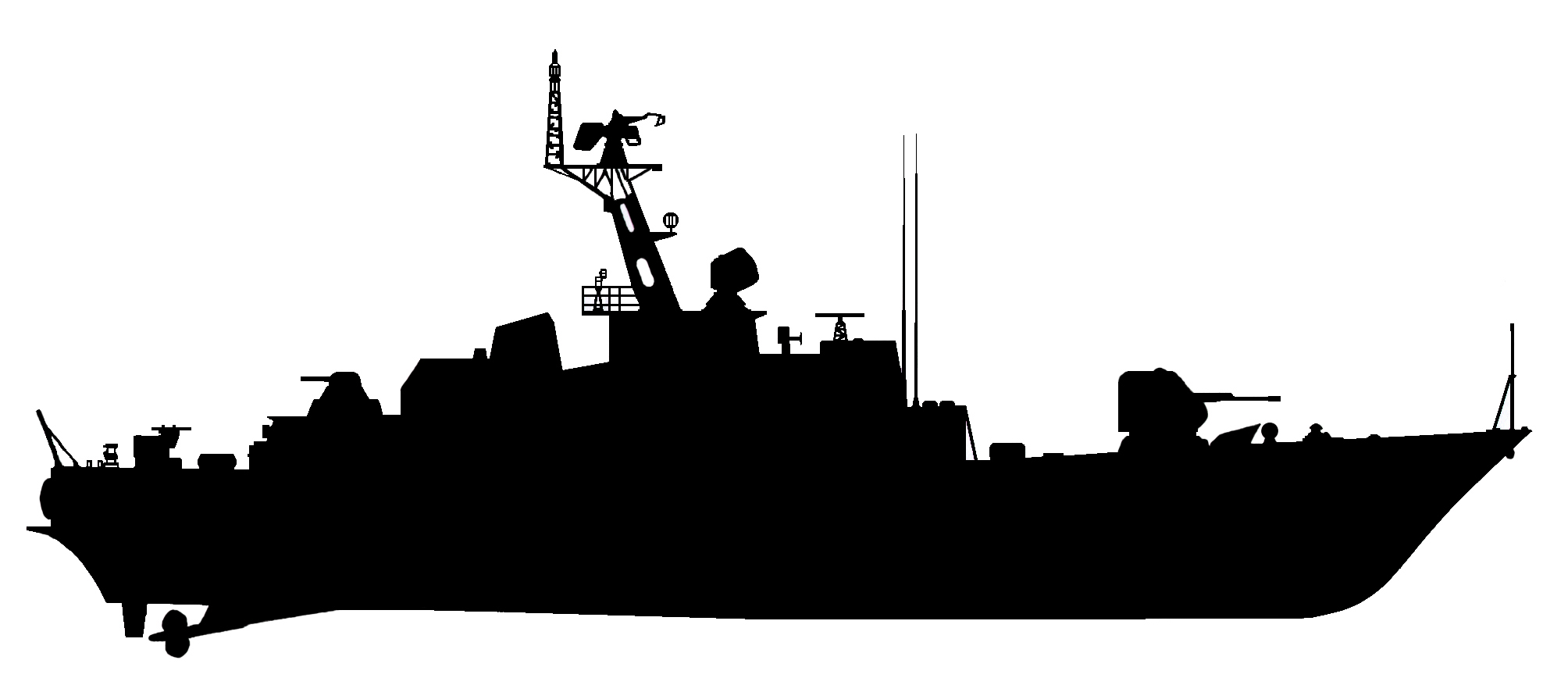
Sylwetka okrętu ORP "Metalowiec"

ORP Metalowiec – polski mały okręt rakietowy. Nosił stały numer burtowy 436. Jest to trzeci okręt projektu 1241RE Mołnija (w kodzie NATO: Tarantul I) w Marynarce Wojennej RP.
Okręt został zaprojektowany w ZSRR w CMKB "Ałmaz" i zbudowany w Rybińskiej Stoczni Rzecznej jako eksportowa wersja projektu. Wszedł do służby 13 stycznia 1988. Głównym zadaniem jednostki była ochrona wybrzeża od strony morza.
ORP "Metalowiec", wraz z bliźniakiem ORP "Rolnik", wchodził w skład dywizjonu Okrętów Bojowych 3 Flotylli Okrętów w Gdyni. Okręt, tak jak i bliźniacza jednostka ORP "Rolnik", został dnia 3 grudnia 2013 r. wycofany ze służby. Wcześniej podobny los spotkał ORP "Górnik" i ORP "Hutnik".
W 1988 i 1996 roku zdobył tytuł Najlepszego Okrętu MW w grupie okrętów bojowych. 27 lipca 1996 roku złożył wizytę w Królewcu z okazji 300-lecia floty rosyjskiej, co było pierwszą oficjalną wizytą polskiego okrętu w Rosji (poprzednio okręty polskie złożyły wizytę w ZSRR w 1988 roku).
Do lutego 2009 ORP „Metalowiec” wystrzelił 34 rakiety i przebył prawie 46 tysięcy Mm (według innych danych, ogółem 30 rakiet).
12 lutego 2018, w stojącym w gdyńskim porcie okręcie doszło do rozszczelnienia kadłuba.
W Kwietniu 2020 roku jednostka została zezłomowana w stoczni Vistal w Gdyni. 

## Dowódcy okrętu
Lista dowódców:
- kmdr ppor. Włodzimierz Danek (1988–1990)
- por. mar. Krzysztof Rokiciński (1990-1991)
- por. mar. Mirosław Ogrodniczuk (1991-1995)
- por. mar. Janusz Pawelec (1995-2000)
- por. mar. Piotr Chwałek (2000-2003)
- por. mar. Andrzej Karda (2003-2006)
- kmdr ppor. Artur Kołaczyński (2006-2008)
- kmdr ppor. Krzysztof Grunert (2008-2013)

## Dane techniczne

### Wyposażenie radiolokacyjne
- stacja radiolokacyjna wykrywania celów Garpun-E (NATO: "Plank Shave")
- stacja radiolokacyjna kierowania ogniem MR-123 (NATO: "Bass Tilt")
- radar nawigacyjny Peczora-1
- system rozpoznania swój-obcy Nichrom-RR